# Hyalyris florens
Hyalyris florens är en fjärilsart som beskrevs av Richard Haensch 1909. Hyalyris florens ingår i släktet Hyalyris och familjen praktfjärilar. Inga underarter finns listade i Catalogue of Life.